# Verzweigung Rotsee
De Verzweigung Rotsee is een knooppunt in Zwitserland. Op dit knooppunt bij Emmen sluit de A14 aan op de A2.

## Configuratie
Het knooppunt is een mixvormknooppunt.

## Bijzonderheid
De A2 heeft op dit knooppunt een totso.